# Truyện xử án
Truyện xử án (tiếng Anh: gong'an fiction; giản thể: 公案小说; phồn thể: 公案小說; bính âm: gōng àn xiǎo shuō) hay tiểu thuyết công án, bao gồm cả các bộ phim xử án, là một nhánh nhỏ của dòng truyện tội phạm Hoa ngữ trong đó các viên quan Huyện lệnh của triều đình sẽ đứng ra xét xử các vụ án. Dòng truyện xử án xuất hiện lần đầu trong các câu chuyện thông tục dân gian triều Tống ở Trung Quốc. Sau đó nó dần phát triển và trở thành một trong những trường phái tiểu thuyết phổ biến nhất trong hai triều đại nhà Minh và nhà Thanh. Các câu chuyện về hai vị quan thanh liêm, công minh chính trực là Địch Nhân Kiệt (đời Đường) và Bao Công (đời Tống) chính là những ví dụ tiêu biểu nhất cho dòng truyện này.

## Lịch sử

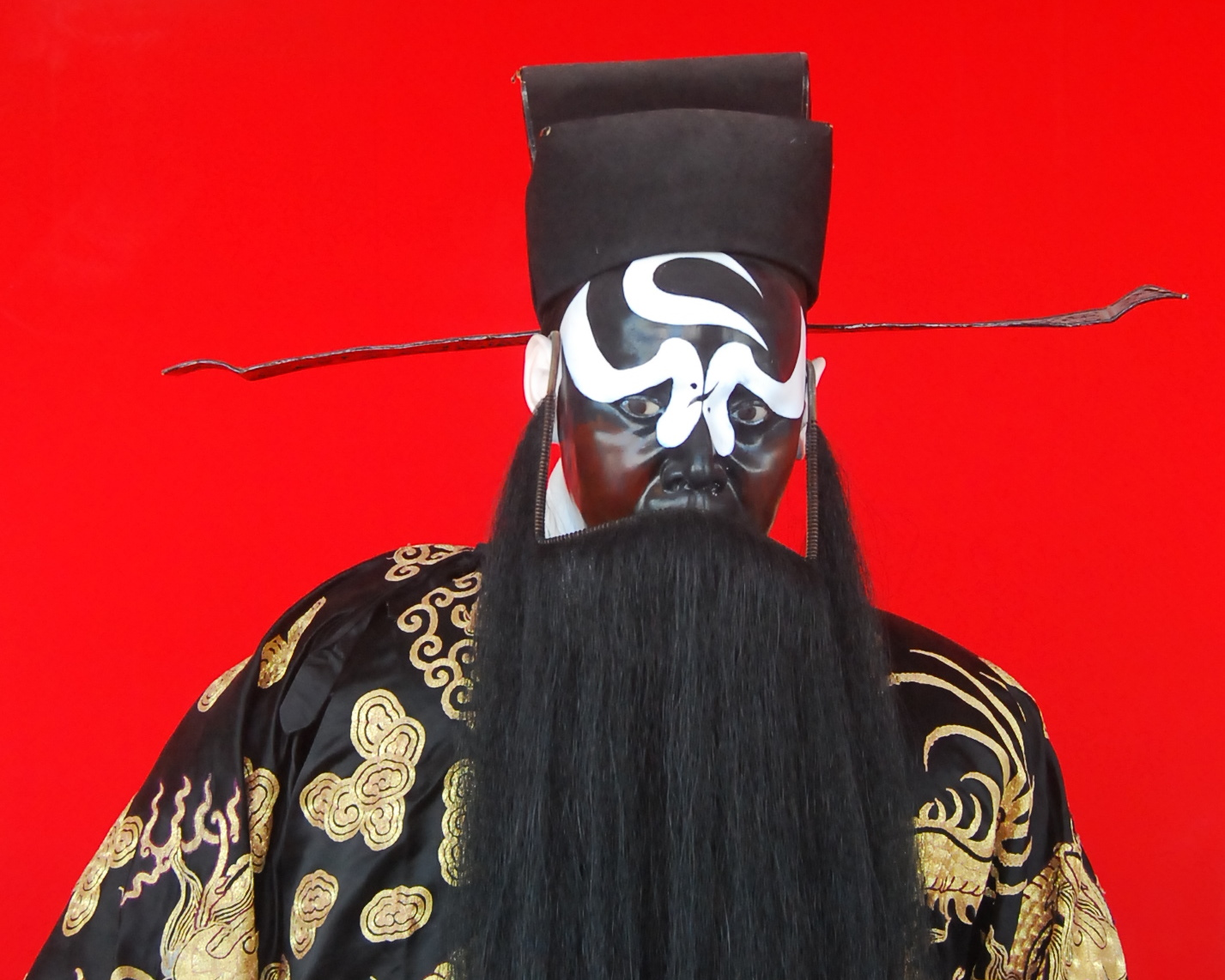
Hình tượng Bao Thanh Thiên trên sân khấu Kinh kịch, vai chính thường thấy trong các bộ truyện xử án.

Cho đến nay không còn sót lại một tác phẩm về xử án nào của đời Tống, bao gồm các hình thức múa rối và sân khấu kịch truyền miệng. Truyện về Bao Thanh Thiên dựa trên cuộc đời và sự nghiệp của vị quan Bao Chửng, một vai chính thường thấy của dòng truyện xử án, xuất hiện lần đầu dưới triều đại nhà Nguyên (Trung Quốc).

## Phim truyền hình hiện đại dựa trên truyện xử án
Lấy nguyên mẫu từ các tác phẩm truyện xử án truyền thống như Địch Nhân Kiệt và Bao Thanh Thiên, nhiều bộ phim truyền hình đã được sản xuất và lên sóng nhằm khắc họa sinh động các câu chuyện cổ bằng con mắt hiện đại. Một số ví dụ tiêu biểu có thể kể đến như:
- Thần Thám Địch Nhân Kiệt -  Trung Quốc
- Thần Thám Địch Nhân Kiệt 2 -  Trung Quốc
- Thần Thám Địch Nhân Kiệt 3 -  Trung Quốc
- Đại Đường Nữ Tuần Án -  Trung Quốc
- Thất Hiệp Ngũ Nghĩa Nhân Gian Đạo -  Trung Quốc
- Bao Thanh Thiên (bản 1993) -  Đài Loan
- Bao Thanh Thiên (bản 2008) -  Trung Quốc
- Tân Bao Thanh Thiên (bản 2010) -  Trung Quốc
- Thần Đoạn Địch Nhân Kiệt -  Trung Quốc
- Thi Công kỳ án (bản 1997) -  Đài Loan
- Thi Công kỳ án (bản 2006) -  Hồng Kông
- Thi Công kỳ án (bản 2010) -  Hồng Kông
- Tam Hiệp Ngũ Nghĩa -  Trung Quốc
- Ngũ Thử Náo Đông Kinh -  Trung Quốc
- Thiếu Niên Thần Thám Địch Nhân Kiệt -  Trung Quốc